# Camdeboo
Camdeboo era un municipio de la provincia del Cabo Oriental, en Sudáfrica. Después de las elecciones municipales del 3 de agosto de 2016 fue integrado al municipio de Dr Beyers Naudé.